# فاریلیانو
فاریلیانو (به ایتالیایی: Farigliano) یک کومونه در ایتالیا است که در استان کونیو واقع شده‌است.

## خصوصیات
فاریلیانو ۱۶٫۴ کیلومترمربع مساحت و ۱٬۷۶۶ نفر جمعیت دارد.